# セイタカトウヒレン
セイタカトウヒレン（背高塔飛廉、学名：Saussurea tanakae）は、キク科トウヒレン属の多年草。

## 特徴
根茎は太く、少し横に這い、多数のひげ根を出す。茎は直立し、高さ70-100cmになり、狭い翼がつく。根出葉は花時には存在しない。茎葉は互生し、茎の下部につく葉身は心形から広卵形で長さ8-15cm、先は鋭尖頭、基部は心形から切形、縁に不規則な鋸があり、葉柄は長さ11cmになり、葉柄にもしばしば翼がつく。茎の上部につく葉は小型になり、葉柄が無く、縁は全縁になり、基部は円形になる。葉質は洋紙質で、葉の両面に短毛が生える。
花期は8-10月。頭状花序は茎の上部に総状またはやや散房状について、上向きに咲く。頭花の径は15mm、総苞は鐘形から筒型で、長さ17mm、径10-12mmになる。総苞片は8-9列あり、圧着してきれいに重なり合い、絹状の綿毛が密生し、総苞片の縁は黒紫色を帯びる。総苞外片は広卵形で、総苞中片より明らかに短い。頭花は筒状花のみからなり、花冠の長さは13mm、色は紅紫色になる。果実は楕円形で長さ5mmになる痩果になる。冠毛は2輪生で、落ちやすい外輪は長さ8-11mm、花後にも残る内輪は長さ1-4mmになる。染色体数2n=26。

## 分布と生育環境
日本固有種。本州の関東地方から中部地方、岡山県、広島県に分布し、山地の夏緑林の林間の草地に生育する。
北村四郎 (1981)は、旧版の『日本の野生植物 草本III 合弁花類』において、「近縁のまぎらわしいものがないはっきりした種である」「朝鮮・中国にも分布する。隔離分布がいちじるしい」としているが、門田裕一 (2017)は、『改訂新版 日本の野生植物 5』において、それを紹介しながら疑問視し、朝鮮産については、総苞片が5列であるコウライトウヒレン Saussurea nutans Nakai (1917)ではないかとしている。中国産のものについても、北村 (1937)が示している、総苞片が5-6列ある別種ではないか、としている。

## 名前の由来
和名セイタカトウヒレンは、「背高塔飛廉」の意。
北村四郎 (1978)は、『朝日百科 世界の植物』において、「トウヒレン」について述べ、江戸時代後期の本草学者の岩崎灌園が、『本草図譜』(1828年) に、武州大箕谷、現在の東京都杉並区大宮の八幡山にあったトウヒレン属の1種について、岩崎灌園が「とうひれん」と名付けたことを紹介し、「この種はセイタカトウヒレンのことだろうか」としている。
種小名（種形容語）tanakae は、明治期の殖産に功績のあった田中芳男 (1838-1916) への献名。

## 種の保全状況評価
国（環境省）のレッドデータブック、レッドリストの選定状況はない。都道府県のレッドデータ、レッドリストの選定状況は次の通り。福島県-情報不足(DD)、栃木県-絶滅危惧Ⅱ類(Bランク)、埼玉県-絶滅危惧IB類(EN)、東京都-絶滅危惧IA類(CR)、神奈川県-絶滅危惧IA類(CR)、静岡県-要注目種：現状不明(N-I)、岡山県-絶滅危惧I類、広島県-絶滅危惧Ⅰ類(CR+EN)。

## 下位分類
本種の下位分類として、品種としてシロバナセイタカトウヒレン Saussurea tanakae Franch. et Sav. ex Maxim. f. albiflora M.Tash. (1961)がある。
本種と同属他種との交雑種として、次のものがある。
- カルイザワトウヒレン Saussurea × karuizawensis H.Hara (1933)[13]、片親はキクアザミ。
- オバケヒゴタイ Saussurea × mirabilis Kitam. (1935)[14]、片親はネコヤマヒゴタイ、門田裕一 (2017)『改訂新版 日本の野生植物 5』によるキリガミネトウヒレン。
- カイトウヒレン Saussurea × rara Kitam. (1935)[15]、片親はコウシュウヒゴタイ。
- オンガタヒゴタイ Saussurea × satowii Kitam. (1936)[16]、片親はタカオヒゴタイ。

なお、シナノトウヒレン Saussurea tobitae Kitam. (1934)は、門田 (2017) によって独立種とされているが、YList（米倉浩司 2023） では本種とヤハズヒゴタイの交雑種とされる。

## ギャラリー

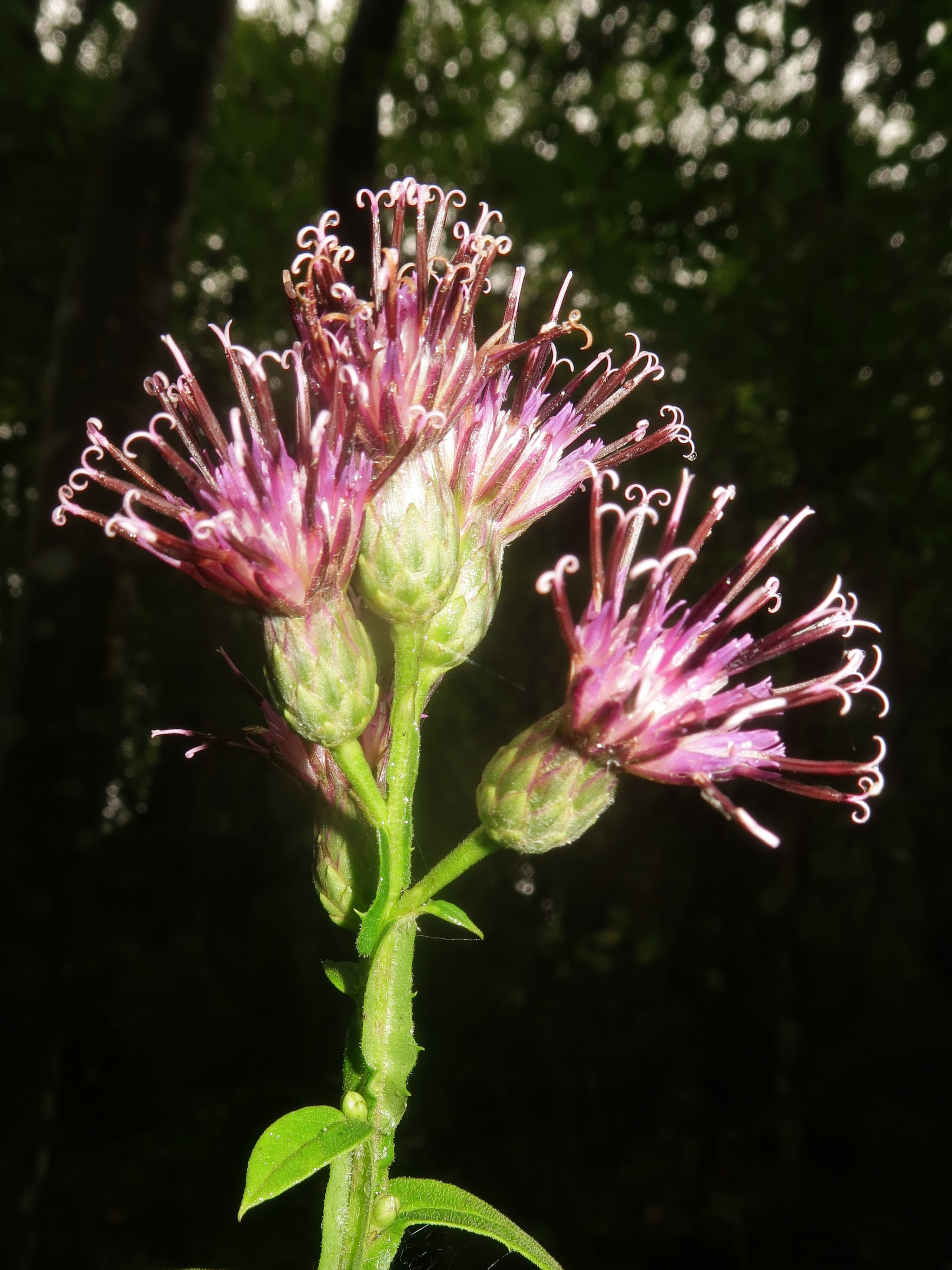
総苞は鐘形から筒型になる。総苞片は8-9列あり、圧着してきれいに重なり合い、絹状の綿毛が密生し、総苞片の縁は黒紫色を帯びる。
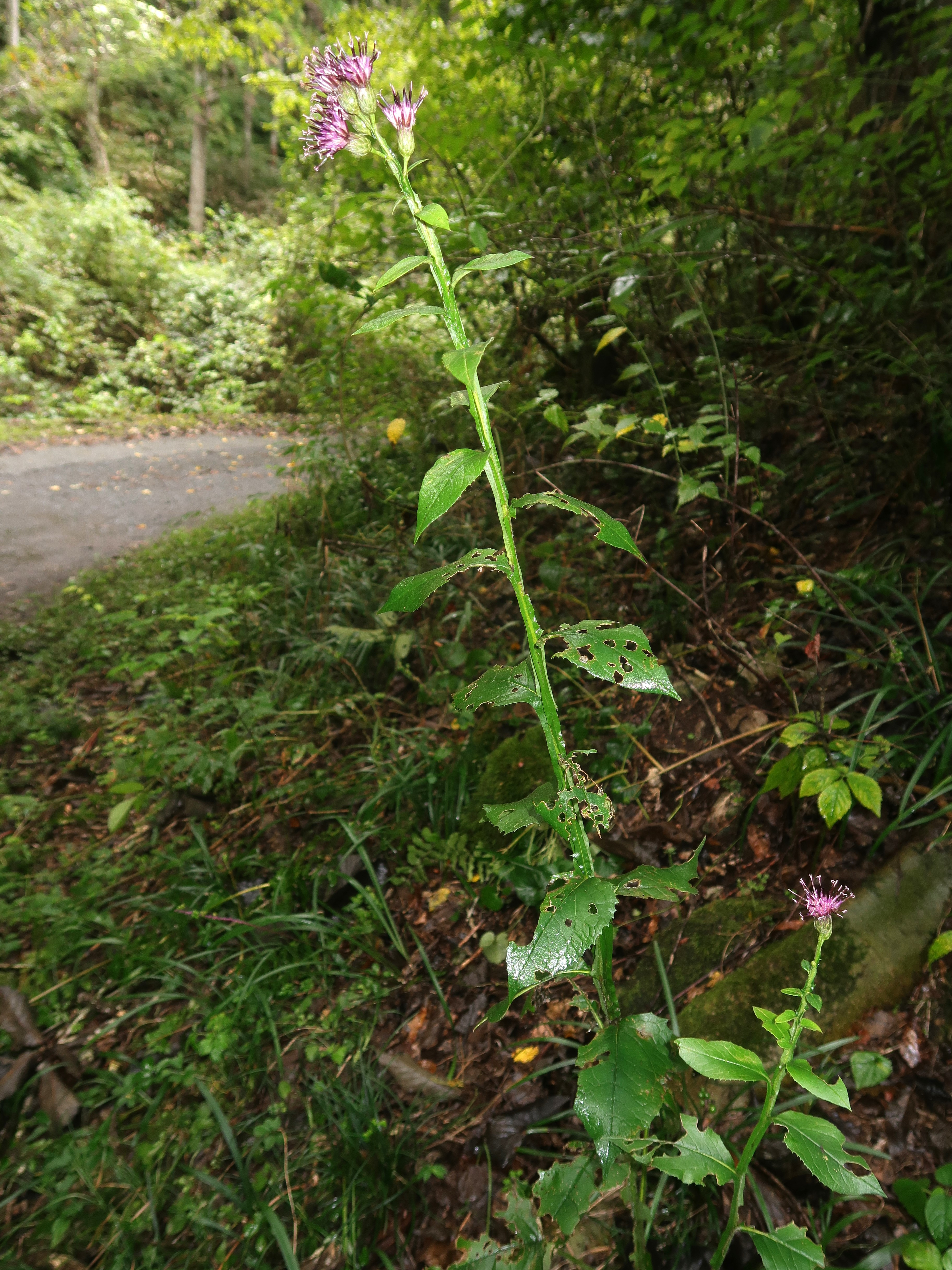
茎は直立し、高さ70-100cmになる。
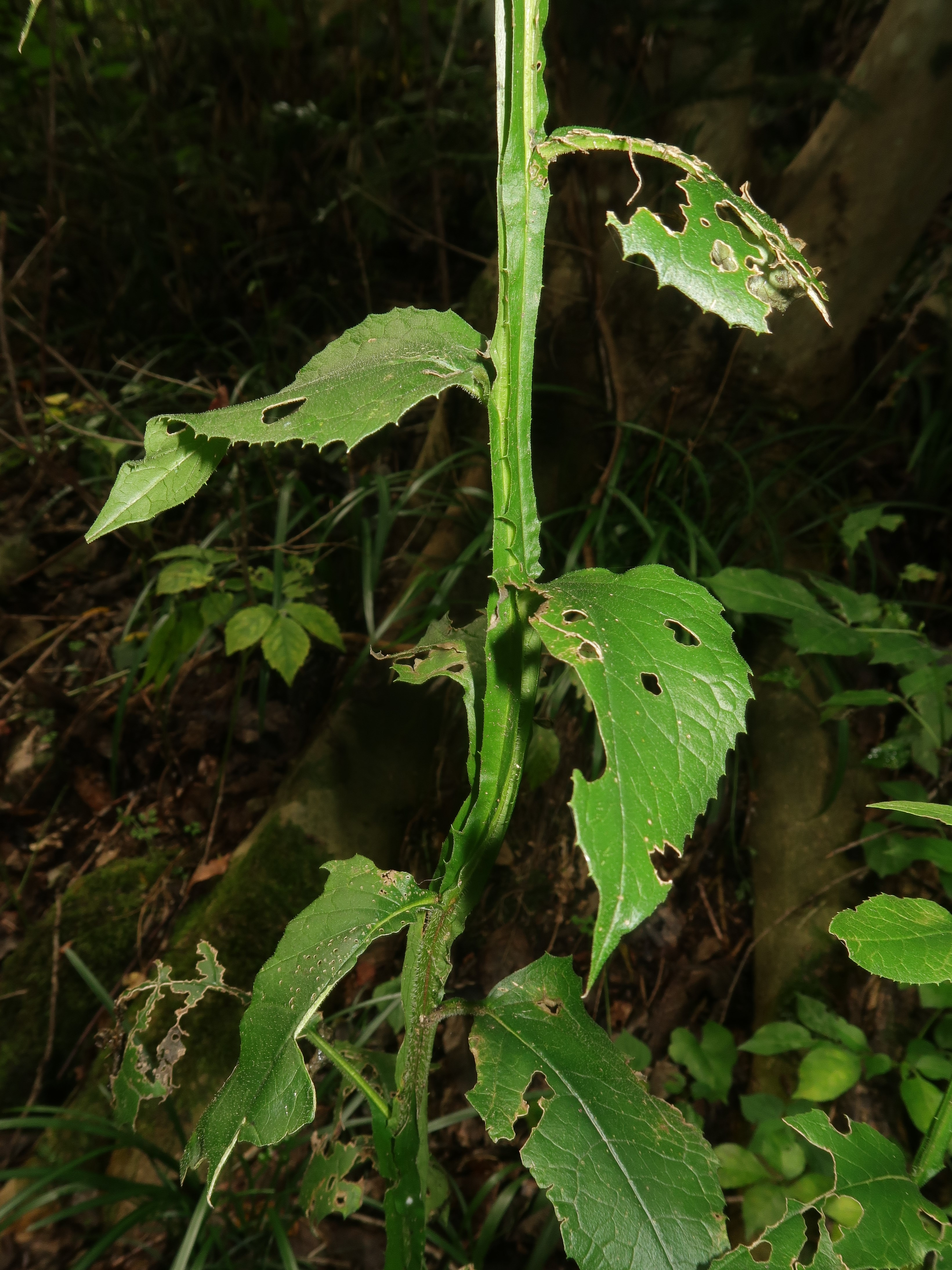
茎には狭い翼がつく。
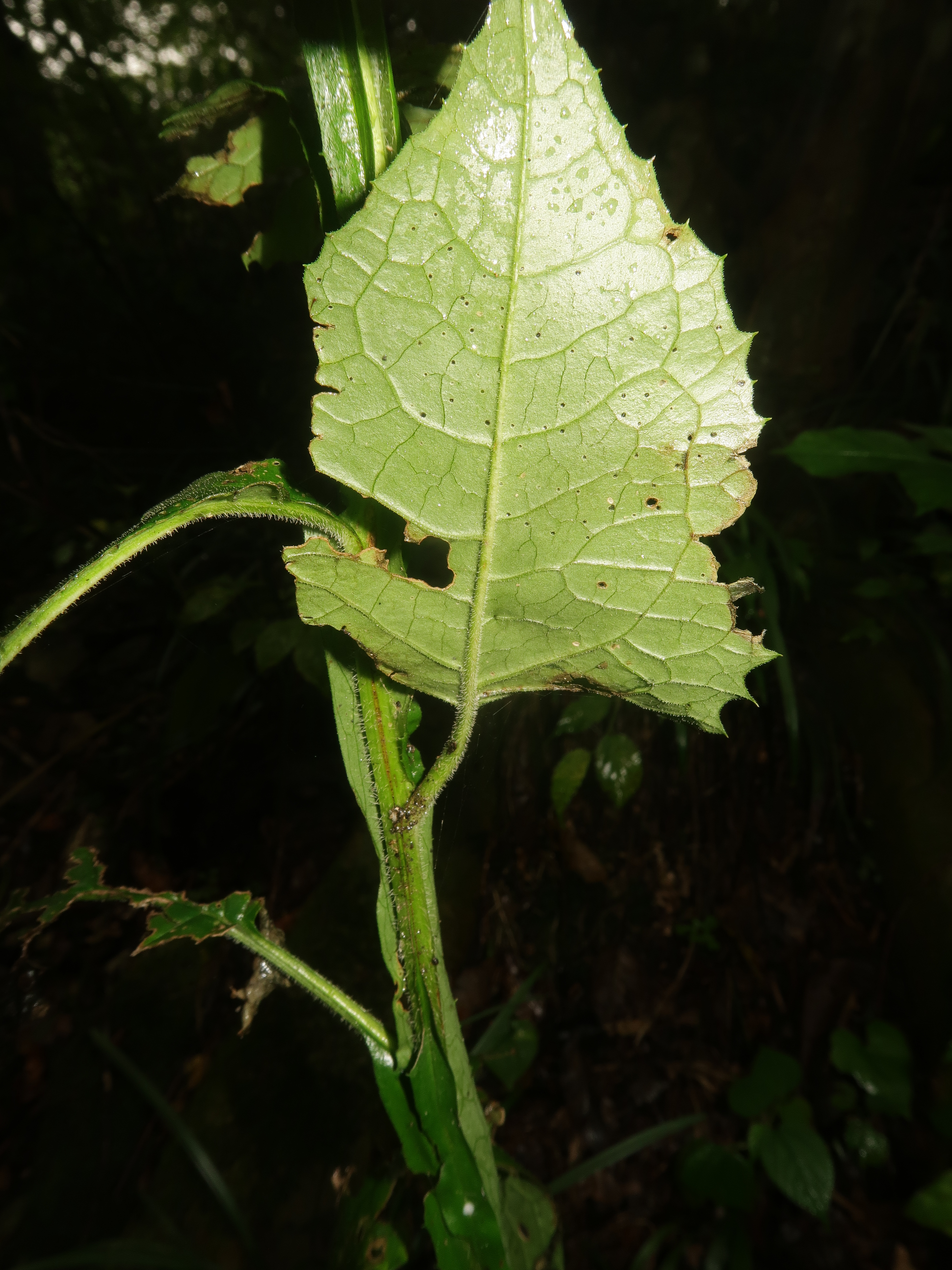
茎の下部につく葉は心形から広卵形で、縁に不規則な鋸がある。葉の裏面。